# Chacté
Chacté es una localidad del municipio de Centro ubicada en la subregión centro del estado mexicano de Tabasco.

## Geografía
La localidad de Chacté se sitúa en las coordenadas geográficas 17°58′12″N 92°43′23″O / 17.970000, -92.723056, a una elevación de 20 metros sobre el nivel del mar.

## Demografía
Según el Censo de Población y Vivienda de 2020, efectuado por el Instituto Nacional de Estadística y Geografía, la localidad de Chacté tiene 164 habitantes, de los cuales 78 son del sexo masculino y 86 del sexo femenino. Su tasa de fecundidad es de 2.38 hijos por mujer y tiene 45 viviendas particulares habitadas.
| Gráfica de evolución demográfica de Chacté entre 1950 y 2020 |
|                                                              |
| INEGI.                                                       |